# Польовий Лазар Львович
Лазар Львович Польовий (21 червня 1928, Первомайськ, Одеська область (нині Миколаївська область), Українська РСР, СРСР — 28 вересня 2020, Портленд, Орегон, США) — молдовський радянський історик-медієвіст, археолог і нумізмат. Доктор історичних наук (1989).

## Життєпис
Народився в Первомайську Одеської області в сім'ї кадрового працівника військово-фінансової служби Лева Абрамовича Польового. 1931 року сім'я переїхала до Вінниці, а 1935 року до Чкалова; 1937 року повернулася до Вінниці, потім перебралася до Одеси, і, нарешті, 1940 року оселилася в Кишиневі. У роки війни — в евакуації в Чкалові, де 1941 року померла його мати Ганна Семенівна (Хана Шимонівна) Польова (уроджена Грановська), потім — у Сталінабаді та Ульяновську. 1944 року повернувся з батьком до Молдови — спочатку в Сороки, потім до Кишинева, де закінчив середню школу та з відзнакою історичний факультет Кишинівського університету (1951). Направлений викладати біологію та географію до семирічної школи села Нова Обрежа Глоденського району Молдавської РСР.
1952 року прийнятий до Молдавської філії Академії наук СРСР референтом та лаборантом археологічної експедиції. Учень Г. Б. Федорова. Працював науковим співробітником відділу археології, потім середньовічної історії Інституту історії Академії наук Молдовської РСР (у 1980-х роках — провідний науковий співробітник).
Брав участь в експедиціях з дослідження археологічних пам'яток різних епох, особливо середньовічних городищ краю — Старого Орхея, Костешт, Білгорода-Дністровського, Алчедара та інших. Згодом за матеріалами розкопок опублікував низку наукових статей. Від 1989 року був провідним науковим співробітником Відділу історії та культури євреїв при Інституті національних меншин АН Молдови.
Автор робіт з археологічного минулого Молдови та Румунії, опублікував низку досліджень з епіграфіки, топоніміки, антропоніміки та нумізматики цих регіонів. Питанням етногенезу романських народностей присвячено роботу «Формування основних гіпотез походження східнороманських народностей Карпато-Дунайських земель» (1972). Автор низки монографій, серед яких «Археологія Румунії» (з Г. Б. Федоровим, 1973) та «Нариси історичної географії Молдови XIII—XV ст.» (1979). У 1990-х роках займався єврейською історіографією.
1992 року емігрував до США — спочатку до Нью-Йорка, а потім переїхав до Портленда (штат Орегон). Склав довідник «Російські євреї» про єврейство Східної Європи в давнину, Речі Посполитої (Литва, Галичина), Російської імперії та Радянського Союзу (робота над книгою тривала більше 20 років).

## Родина
Дружина (від 1965 року) — Майя Семенівна Польова (уроджена Бронфер, 1938—1989), працювала вихователькою в кишинівському дитячому садку № 8. Двоє синів — Владислав та Олександр.

## Монографії
- Городское гончарство Пруто-Днестровья в XIV в.: по материалам раскопок гончарного квартала на поселении Костешты. Кишинёв: Редакционно-издательский отдел АН МССР, 1969.
- Молдавия от камня до бронзы (с Н. А. Кетрару). Кишинёв: Штиинца, 1971.
- Археология Румынии (с Г. Б. Фёдоровым). Москва: Наука, 1973.
- Средневековые памятники XIV—XVII вв. (с П. П. Бырней). Археологическая карта Молдавской ССР, выпуск 7. Кишинёв: Штиинца, 1974.
- Очерки исторической географии Молдавии XIII—XV вв. Кишинёв: Штиинца, 1979.
- Раннефеодальная Молдавия. Кишинёв: Штиинца, 1985.
- … и с того времени началась Земля Молдавская. Кишинёв: Штиинца, 1990.
- Русские евреи. Справочник. Infinity Publishing (USA), 2014. — 1184 стр.

## Збірники за редакцією Л.Л.Польового
- Далёкое прошлое Молдавии. Сборник статей. Кишинёв: Академия наук Молдавской ССР, Институт истории, 1969.
- Юго-Восточная Европа в средние века. Сборник статей. Кишинёв: Штиинца, 1972.
- Карпато-Дунайские земли в средние века. Сборник статей. Кишинёв: Штиинца, 1975.
- История народного хозяйства Молдавской ССР (с древнейших времен до 1812 г.). Кишинёв: Штиинца, 1976.
- Социально-экономическая и политическая история Юго-Восточной Европы (до сер. XIX в.). Сборник статей. Кишинёв: Штиинца, 1980.
- История Молдавской ССР. Том. I. С древнейших времен до начала 15 в. (зам. отв. редактора). Кишинёв: Штиинца, 1987.
- Социально-экономическая и политическая история Молдавии периода феодализма. Сборник статей. Кишинёв: Штиинца, 1988.
- Общее и особенное в развитии феодализма в России и Молдавии. Сборник статей. М., 1988.
- Молдавский феодализм: общее и особенное. Сборник статей. Кишинёв: Штиинца, 1991.